# 5387 Casleo
5387 Casleo è un asteroide della fascia principale. Scoperto nel 1980, presenta un'orbita caratterizzata da un semiasse maggiore pari a 2,4398215 UA e da un'eccentricità di 0,1712477, inclinata di 1,60428° rispetto all'eclittica.
L'asteroide è dedicato al Complesso Astronomico El Leoncito, il più grande centro astronomico in Argentina.